# Alan Vega
Pour les articles homonymes, voir Véga (homonymie).
Cet article possède un paronyme, voir Alan Velasco.
Alan Vega, né le 23 juin 1938 à Brooklyn (New York) et mort le 16 juillet 2016 à New York (NY), est un auteur-compositeur interprète de rock  et chanteur du duo de musique électronique et protopunk Suicide, considéré comme un des précurseurs du punk rock.

## Biographie
Boruch Alan Bermowitz est né le 23 juin 1938 à Brooklyn,, Après des études au Brooklyn College dont il sort diplômé en Art, il commence sa carrière comme artiste, avec une certaine notoriété acquise pour ses « sculptures de lumière ». Il choisit alors de se faire appeler Alan Suicide, avant de prendre le nom de scène de Nasti Cut pour ses premières prestations scéniques. Il adopte le nom Vega en 1973 en référence à l'étoile du même nom.
En 1971, il gère une sorte de galerie d'art à Manhattan, dans laquelle il vit et où il commence à développer le Project of Living Artists (« Projet d'artistes vivants »), un projet pluri-artistique qui a pour but de monter des « happenings ». L'endroit est fréquenté par les New York Dolls, Television et Blondie, ainsi que l'ensemble de jazz Reverend B., au sein duquel Martin Rev joue du piano électrique. Alan Vega et Martin Rev formeront bientôt le groupe Suicide, dont la musique minimaliste et agressive — mélange des claviers répétitifs et inquiétants de Martin Rev et des cris et halètements rockabilly d'Alan Vega — ouvrira la voie pour les artistes de musique électronique à venir.
En 1980, chacun des membres entame aussi des carrières solos. Dans ses deux premiers albums (Alan Vega - 1980 et Collision Drive - 1981), Alan Vega continue à explorer la voie du Rockabilly fracturé. Saturn Strip sorti en 1983 et produit par un fan de longue date, Ric Ocasek, marque l'entrée d'Alan Vega chez Elektra Records. Mais ses relations avec le label s'enveniment pendant la production de Just a Million Dreams en 1985, au point que le label essaye d'évincer le chanteur de ses propres sessions d'enregistrement.
Écœuré de son incursion dans l'industrie musicale « commerciale », Alan Vega se retire un temps de la musique, préparant un retour. En 1990, il produit l'album Deuce Avenue avec sa compagne Liz Lamere. D'avant-garde et entièrement produit avec un échantillonneur, le son y est très urbain, industriel et dépouillé. Son « jumeau », Power on to Zero Hour, sort un an après et annonce avec brio l'ère du crossover. En mélangeant le hip-hop, l'electro, le metal le rockabilly et le bruit urbain, Alan Vega synthétise toutes ses influences modernes avec ce background rockabilly qui devient sa signature vocale.
La fin des années 1990 et le début des années 2000 concrétisent son statut d'icône rock underground en le faisant, notamment, participer aux projets :
- des Pan Sonic, projet VVV ;
- des jazzmen Alex Chilton et Ben Vaughn sous le nom de Cubist Blues ;
- des Étant donnés (avec Marc Hurtado), dont la dernière collaboration, Sniper, est saluée par la critique.

Du 15 mai au 2 août 2009, le musée d'art contemporain de Lyon, le macLYON, lui consacre une rétrospective ALAN VEGA, INFINITE MERCY dont le commissaire d'exposition est Mathieu Copeland. On y retrouve de nombreuses sculptures lumineuses et un ensemble inédit de dessins et de peintures. Le catalogue d'exposition serait encore disponible.
En 2012, à 74 ans, il est victime d'une attaque cardiaque qui le diminue fortement.
En 2016, il participe à l'album Les Vestiges du chaos de Christophe.
Il meurt le 16 juillet 2016 dans son sommeil.
Le dernier album d'Alan Vega "IT" est publié à titre posthume le 14 juillet 2017 sur Fader. Enregistré entre 2010 et 2016, l'album a été produit par Alan Vega, Liz Lamere, Perkin Barnes et Jared Artaud du groupe de New York The Vacant Lots. La couverture de l'album et la pochette intérieure sont l'œuvre d'Alan Vega.
En 2017 encore, deux expositions d'art posthumes "Dream Baby Dream" à Deitch Gallery et "Keep IT Alive" chez Invisible-Exports ont exposé le travail d'Alan Vega à New York.
Du 23 juin 2018 au 28 juillet 2018, à la galerie Laurent Godin (à Paris), diverses œuvres d'Alan Vega depuis 1983 sont exposées, notamment ses toutes dernières peintures réalisées en 2016 : les Spirit paintings.
Du 12 avril au 11 mai 2025, à la Fondation Manuel Rivera-Ortiz, dans le cadre du Festival du dessin à Arles (France), diverses oeuvres d'Alan Vega sont exposées. A la fois dans le Festival, mais également dans le Off.

## Discographie sélective

### Albums studio
- 1980 : Alan Vega (Celluloïd)
- 1981 : Collision Drive (Celluloïd/Vogue)
- 1983 : Saturn strip (Elektra/Celluloïd)
- 1985 : Just a Million Dreams (Elektra)
- 1990 : Deuce Avenue (Musidisc/Infinite Zero)
- 1991 : Power on to Zero Hour (Musidisc)
- 1993 : New Raceion (Musidisc)
- 1995 : Dujang Prang (Saturn Strip Ltd)
- 1996 : Cubist Blues (Thirsty Ear)
- 1999 : 2007 (Double T Music)
- 1999 : Righteous Lite (Revolutionary Corps of Teenage Jesus, avec Stephen Lironi) (Creeping Bent)
- 2007 : Station (Blast First/Mute)
- 2010 : Sniper (avec Marc Hurtado) (Le Son du Maquis/Harmonia Mundi)
- 2017 : It (Fader Label) (Album posthume)
- 2021 : Mutator (Secret Bones) (Album posthume enregistré entre 1996 et 1998)

### Compilations
- 1989 : Jukebox Babe / Collision Drive  (Infinite Zero) : compilation des deux premiers albums
- 2004 : Saturn Strip / Just a Million Dreams  (Wounded Bird) : compilation des deux albums suivants

### Singles et EP
- 1984 : Outlaw / Magdalena 84  (Ariola)
- 1985 : Just a Million Dreams  (Elektra)

## Documentaires
- Autour de Vega, film de Hughes Peyret consacré à Alan Vega, 56 min, 1998
- Suicide : One Day+Live at La Loco/Paris, captation de concert de 61 min, 2005
- Alan Vega, Just A Million Dreams, film de Marie Losier, 16 min, 2014[14]